# Tam Ích
Tam Ích (1915-1972), tên thật là Lê Nguyên Tiệp, là nhà văn Việt Nam trước năm 1975. Ngoài bút danh Tam Ích, ông còn ký XXX và Trúc Lâm.

## Tiểu sử
Ông là người xã Ngọc Đường, phủ Tĩnh Gia, tỉnh Thanh Hóa. Cha ông là cử nhân Lê Nguyên Phong.
Ông dạy học, viết báo, soạn nhiều tiểu luận, phê bình văn và triết học.
Ngày 5 tháng 1 năm 1972, Tam Ích tự tử (thắt cổ chết bằng cách dùng sách làm bệ để treo dây) tại nhà riêng số 563/74 đường Phan Đình Phùng, Sài Gòn, hưởng dương 57 tuổi.
Để tưởng niệm Tam Ích, ngày 15 tháng 05 năm 1972, tạp chí Văn (Sài Gòn) có ra số đặc biệt, giới thiệu mười tiểu luận đặc sắc của ông.

## Tác phẩm
Tác phẩm Tam Ích đã xuất bản:
- Nghệ thuật và nhân sinh (Chân trời mới, 1951)
- Văn nghệ và phê bình (Nam Việt, 1950)
- Diologue (Pháp ngữ, 1965)
- Văn chương và xã hội (Nam Việt, 1948)
- Kêu thương (dịch, Chứng ngôn, 1967)
- Trẻ Guernica (truyện dịch)
- Sartre và Heidegger trên thảm xanh (1968)
- Ý văn I (khảo luận, 1969)

Di cảo chưa in: 
- Triết học Đông Tây chung quanh bàn tròn
- Lần lữa (kịch dài)
- Ý văn II
- Hồ sơ văn hóa
- Phê bình tiểu luận: 10 văn sĩ tiền chiến và hiện đại, cùng nhiều tiểu luận đăng trên các tạp chí ở Sài Gòn.

## Nhận xét
Trong Từ điển nhân vật lịch sử Việt Nam:
Tam Ích trong những năm đầu cuộc sống có tư tưởng tiến bộ, nhất là trong những năm 40 và những ngày đầu kháng chiến chống Pháp. Trong kháng chiến chống Mỹ ông sống tại Sài Gòn, tư tưởng ngày càng bế tắc. Cuối cùng đâm ra bi quan, đưa đến cái chết bi đát...
Trong Hồi ký Sơn Nam: 
...Hồi trước Cách mạng tháng Tám, tôi được may mắn học Trường Trung học Cần Thơ, bấy giờ Cần Thơ có hai trường trung học tư thục là Nam Hưng và Bassac...Bên trường Nam Hưng, giáo sư nổi danh nhất là Lê Nguyên Tiệp (tức Tam Ích) thích chống đối thực dân...Hồi khoảng 1946-1947, trong chiến khu,...Tôi giựt mình vì trên số báo tương đối cũ "Ngày mai" có bài của Tam Ích tựa bài là "Bác sĩ Thinh cút ngay!"...Dám viết báo trong vùng địch để chống công khai quả là táo bạo!
Sau Hiệp định Genève 1954, (tôi) về Sài Gòn, tình hình biến đổi quá nhanh...Bác sĩ Thinh đã thắt cổ tự tử đâu vài ngày sau khi nhậm chức. Giáo sư Tam Ích đã luống tuổi. Hỏi thăm thì ông đang dạy Pháp văn, gần như bị lãng quên. Tôi đã viết truyện ngắn, tạo được chút ít danh vọng trên tờ tuần báo "Nhân loại". Lần hồi, tôi dò dẫm, nhờ bạn giới thiệu, đến thăm.
Hồi (Ngô Đình) Diệm và về sau, thỉnh thoảng tôi gặp anh đạp xe đạp mini đi dạy các khóa học tư thục như Les Lauriers, Vương Gia Cần, thỉnh thoảng anh ngoắt, tôi ngừng chuyến đi bộ, cùng uống cà phê lề đường...Thỉnh thoảng anh mời tôi về nhà, nướng khô mực, cùng uống tí rượu, bảo rằng con mực ở Nha Trang ngon nhất. Vài người bạn lớn tuổi rỉ tai với tôi là anh buồn đời, chán đời rồi sinh tật nghiện ngập.
...Một buổi chiều, đi đường, gặp người bạn già báo tin anh đã mất: tự tử theo dạng thắt cổ, quần áo sạch sẽ, đứng trên một chồng sách cao nghệu rồi đạp chân cho đống sách ngã xuống!...
Hồi anh em ta ra tuần báo "Nhân loại", Tam Ích có viết vài bài khó hiểu về triết học. Bấy giờ bên Pháp, .P. Sartre được hâm mộ. Chủ nghĩa hiện sinh thịnh hành. Tam Ích kết hợp từng đoạn với Phật, Lão Tử. Khó hiểu quá, buổi ấy, J.P. Sartre chống đế quốc Mỹ...Nỗi cô đơn của Tam Ích. Anh có để lại di chúc, căn dặn đám tang phải cử hành đơn giản và sạch...